# Thái Luân
Thái Luân (còn gọi là Sái Luân; tiếng Hán: 蔡倫; bính âm:Cài Lún; Wade-Giles: Ts'ai Lun; tên tự: 敬仲 Kính Trọng; 50–121) là một thái giám Trung Quốc, được xem là người sáng chế ra giấy.

## Tiểu sử
Thái Luân sinh ra ở Quý Dương vào thời nhà Đông Hán, rồi trở thành Trung Thường Thị (中常侍) của Hán Hòa Đế. Năm 105, dưới triều Hán, thời hoàng đế Hòa Đế, Thái Luân đem mấy mẫu giấy dâng vua, được vua hài lòng và phong tước quý tộc và cho ông làm quan trong triều đình. Ông là hoạn quan vì phải giữ tài sản và tiền bạc nhiều trong triều đình. Nhờ chế được giấy, ông trở thành giàu có.
Tuy nhiên sau đó ông bị triều đình âm mưu gây rắc rối, vì ủng hộ Đậu Thái hậu. Ông cũng dính líu đến cái chết của tình địch của bà là Tống Quý nhân. Sau các rắc rối ấy, ông phục dịch cho hoàng hậu Đặng Tuy. Năm 121, sau khi cháu của Tống Quý nhân là Hán An Đế lên ngôi sau cái chết của Đặng Thái hậu, Thái Luân bị lệnh giam vào ngục. Trước khi bị bắt giam, ông tắm rửa sạch sẽ, mặc áo quần đẹp, uống thuốc độc rồi lên giường nằm.

## Cách chế giấy của Thái Luân

Cách sản xuất giấy của Thái Luân

Trong thế kỷ thứ 5, Phạm Diệp (范曄) đã tường thuật lại trong sách Hậu Hán thư:
Từ xưa người ta đã dùng thanh tre để viết, được cột lại với nhau. Cũng có một loại giấy làm từ phế phẩm của tơ lụa. Nhưng tơ lụa quá đắt còn các thanh tre thì quá nặng nên không sử dụng thích hợp. Vì thế Thái Luân (蔡倫) nghĩ ra kế làm giấy từ các vỏ thân cây, sợi thân cây, từ cây gai dầu cũng như từ vải và lưới đánh cá cũ. Năm Nguyên Hưng thứ nhất (105) ông tâu lên Hoàng thượng và được ngài khen thưởng cho tài năng của ông. Từ đấy giấy trở nên thông dụng và trong cả vương quốc mọi người đều gọi đó là giấy của quý nhân Thái.
Thái Luân chế giấy bằng cách lấy bên trong vỏ thân cây dâu tằm và xơ cây tre đem trộn với nước rồi giã nát với dụng cụ bằng gỗ, xong ông đổ hỗn hợp lên tấm vải căng phẳng và trải mỏng rồi để ráo nước. Khi đã khô, Thái Luân khám phá ra rằng có thể viết lên dễ dàng mà lại nhẹ nhàng. Thái Luân cũng đã thử các loại vỏ cây, cây gai dầu, lụa, và thậm chí lưới đánh cá, nhưng các công thức chính xác đã bị thất truyền. Cách chế tạo giấy này đầu tiên được dùng bên Trung Quốc rồi qua Hàn Quốc, Samarkand, Ba Tư và Damascus.
Sau sáng chế của Thái Luân năm 105, giấy đã được phổ biến ở Trung Quốc. Năm 751, một số nghệ nhân làm giấy Trung Quốc bị người Ả Rập bắt giữ sau khi quân của nhà Đường thua trận ở Trận sông Talas. Kỹ thuật làm giấy từ đó được truyền bá sang phương Tây. Phải hàng ngàn năm sau người ta mới sản xuất giấy đại trà trên thế giới. Người phát minh Thái Luân cũng ít được biết tới bên ngoài Đông Á.
Các khám phá về khảo cổ ở Trung Hoa cộng với phép tính tuổi bằng cacbon phóng xạ chứng minh rằng giấy đã hiện diện từ hai thế kỷ trước Thái Luân, nhưng người ta vẫn cho Thái Luân là người sáng chế ra giấy giống như giấy ngày nay. Đóng góp của Thái Luân được coi là một trong các sáng chế quan trọng nhất trong lịch sử loài người. Nó đã cho phép Trung Quốc phát triển nền văn minh của mình nhanh hơn trước đây khi còn dùng tre hay trúc để lưu chữ viết, và nó cũng đã kích thích sự phát triển của châu Âu khi kỹ thuật giấy đến đây vào khoảng thế kỷ 12 hay thế kỷ 13. Thái Luân được xếp hạng thứ 7 trong danh sách 100 người quan trọng nhất lịch sử của Michael H. Hart.